# Azevo
Azevo is een plaats (freguesia) in de Portugese gemeente Pinhel en telt 263 inwoners (2001).